# Jean-Michel Baylet

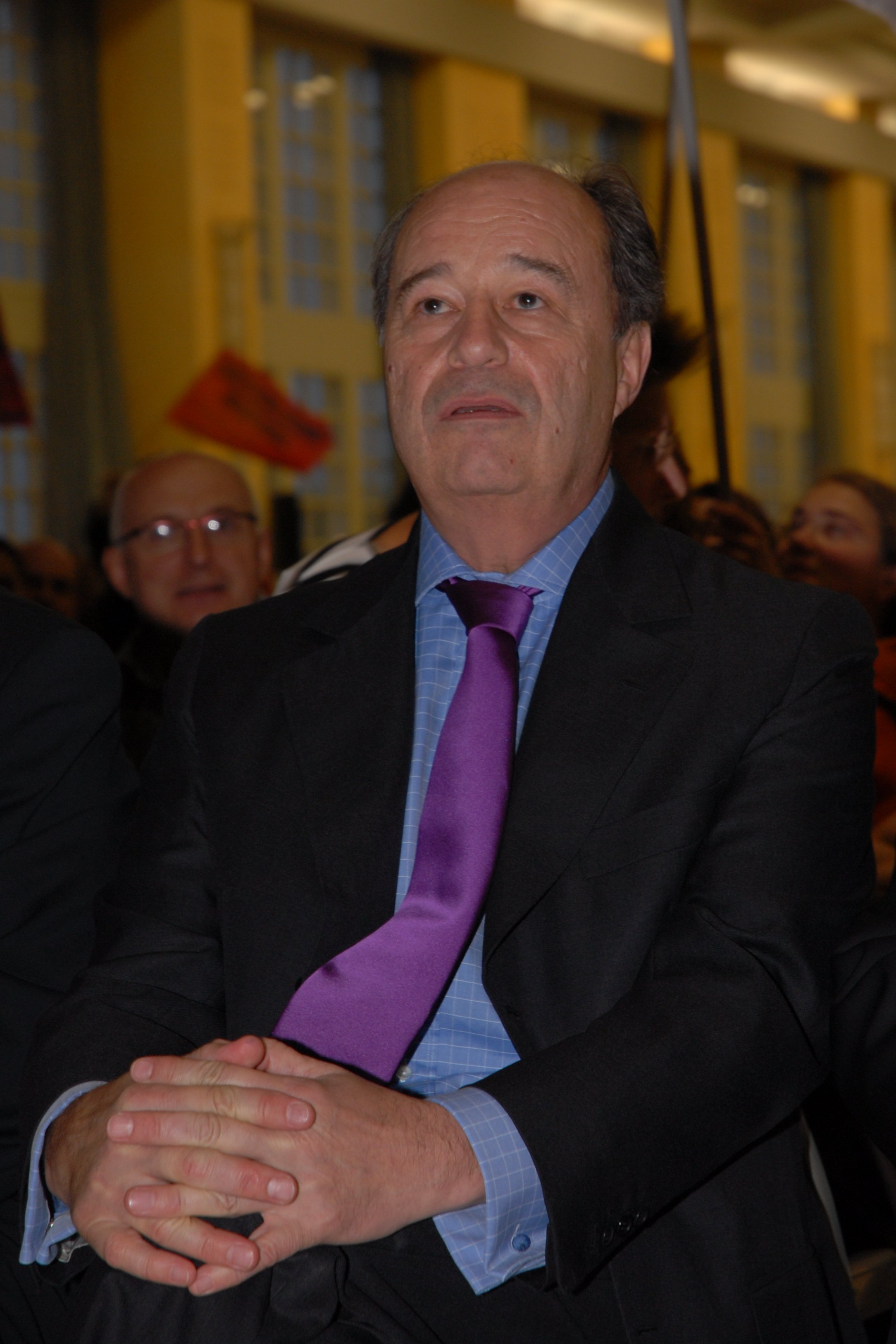
Jean-Michel Baylet

Jean-Michel Baylet (Toulouse, 17 november, 1946) is een Frans politicus, senator en leider van de Parti Radical de Gauche. Hij is senator van Tarn-et-Garonne voor de RSDE. Ook is hij President van de Generale Raad van Tarn-et-Garonne.
Baylet was tot 2001 burgemeester van Valence en had verschillende rollen in de regering van Laurent Fabius, Michel Rocard, Édith Cresson, en Pierre Beregovoy.
Naast zijn politieke carrière was hij journalist voor de krant La Dépêche du Midi.
- Bibliothèque nationale de France: cb12017788h (data)
- Gemeinsame Normdatei: 1112211691
- International Standard Name Identifier: 0000 0000 8182 9603
- Library of Congress Control Number: n85339956
- Nederlandse Thesaurus van Auteursnamen: 072473169
- Système universitaire de documentation: 028316975
- Virtual International Authority File: 114665355
- WorldCat: E39PBJjXfQcKTMDYDJQVRHqmh3